# Oxigen líquid
L'oxigen líquid (també LOx, LOX o Lox en les indústries aeronàutica, submarina i dels gasos, de l'anglès liquid oxygen) és una forma de l'element oxigen. Té un color blau pàl·lid i és fortament paramagnètic. L'oxigen líquid té una densitat d'1,141 g/cm³ (1,141 kg/L) i és criogènic (punt de congelació: 50,5 K (−222,65 °C), punt d'ebullició: -100,89 K (−182,96 °C) a 101,325 kPa (760 mmHg). En el comerç, l'oxigen líquid és classificat com a gas industrial i té un ús estès amb fins industrials i mèdics. L'oxigen líquid s'obté a partir de l'oxigen que existeix de manera natural a l'aire per destil·lació fraccionada. L'oxigen líquid té una ràtio d'expansió de 861:1 a 293,15 K (20 °C); per això, se l'utilitza en algunes aeronaus comercials i militars com a font d'oxigen respirable.
El LOX utilitzat en els coets espacials i en la indústria aeroespacial és una mescla d'oxigen líquid amb fins a un 25% d'ozó líquid i diversos additius per a estabilitzar aquest oxidant líquid.
A causa de la seva naturalesa criogènica, el LOX pot fer que els materials amb què entra en contacte es tornin extremament fràgils. L'oxigen líquid també és un agent oxidant molt potent: els materials orgànics es cremaran ràpidament i energètica en oxigen líquid. A més, si se'ls amara en LOX, materials com ara els conglomerats de carbó o negre de carbó, etc., poden esclatar impredictiblement a partir de fonts d'ignició com ara flames, espurnes o impactes lleus. Els petroquímics solen presentar aquest comportament, incloent-hi l'asfalt.